# Afekt
Afekt (z latiny affectus) je základní jednotkou a zároveň stavebním kamenem všech afektivních jevů (afektivních procesů) – emocí, nálad a afektů. Afekt je považován především za jeden bod v rámci kontinua afektivního prožívání jedince, jenž je přístupný vědomí jako pocit nebo sled pocitů. Afekt může být prožíván libě nebo nelibě. „Afektivní jevy prostupují psychologickými, fyziologickými, behaviorálními, sociálními i kulturními systémy a jsou tak významným tématem nejenom v psychologických oborech, ale i v dalších vědách.“
Afekt tak souvisí s emocemi i náladami, je proto možné konstatovat že „vztah jednotlivých afektivních procesů (afektů, emocí a nálad) je vzájemně interagující, přičemž lze u každého jedince usuzovat na tendenci k synchronizaci jednotlivých afektivních jevů v rámci afektivního proudu.“
Jádrový afekt
Russell s Barretovou  zavedli pojem jádrového afektu (core affect), který definují jako neurofyziologický stav, který je kdykoli přístupný vědomí jako jednoduchý (ne nutně reflektovaný, ale reflektovatelný) pocit, jenž se nejsilněji projevuje v náladách a emocích: afekt považují za základní ingredienci a komponentu emocí a nálad a dalších afektivních jevů. Jádrový afekt není sám o sobě zakoušen ve vztahu k něčemu: není reakcí na nějakou konkrétní událost, je jedním bodem v kontinuu prožívání. Jádrový afekt se projevuje nejen ve všech afektivních jevech, v náladách, v emocích a emočních epizodách, ale i v postojích či afektivních osobnostních rysech či v temperamentu.

## Historie
Platón rozlišuje čtyři kategorie afektů, „hnutí mysli“ či „vášní“: rozkoš, bolest, žádost a strach. Podle Aristotela je jich sedm: žádost, hněv, strach, odvaha, radost, láska, nenávist, stesk, žárlivost a soucit. Podle Descarta (Les passions de l’ame, 1649) lze rozlišovat radost, nenávist, lásku, smutek, touhu a obdiv.

## Historie pojmu
V roce 1992 Batson, Shawová a Olesonová poznamenali, že v  psychologii jsou pojmy afekt, emoce a nálada používány proměnlivě a bez úspěchu konsensuálně konceptualizovat rozdíly mezi nimi. 
„Afekt patří k pojmům, jejichž definiční rámec se v různých přístupech diametrálně liší. Zajímavé definiční vychýlení pojmu afekt nalézáme v českém (československém) pojetí. Afekt má v našem prostředí často úzký význam prudkého výboje emočního procesu.“
V kontextu české odborné literatury bývá afekt pojmem podřazeným k emocím, kdy všechny afektivní jevy nazýváme emoce a afekt je (spolu s náladou a vášněmi) jen jedním z typů emocí, které jsou takto klasifikovány s ohledem na délku trvání (krátká a prudká emoce je považována za afekt a dlouhá emoce za náladu). Na tento zavádějící překlad v české literatuře upozorňuje například Stuchlíková , Czekóová s Urbánkem, Slaměník či Poláčková Šolcová s Lukavským a Slaměníkem, kteří prohlašují, že afekt, zvláště v anglosaské literatuře, bývá považován za synonymum k emocím a dokonce za kategorii obecnější, než jsou emoce.
Poláčková Šolcová uvádí, že Nakonečný definuje afekt jako „výbuch silných emocí, které mohou mít dezorganizující vliv na jednání, myšlení a další kognitivní funkce“ , přičemž takováto definice je zcela zavádějící. Afekt chápeme šířeji, jako nutnou součást všech afektivních jevů a považujeme jej za pojem stejného významu, jako je (subjektivní) prožitek či pocit, a afektivní prožívání za významově totožné s cítěním. Afekt je synonymem k pocitu, subjektivnímu prožitku, který tvoří jednu z komponent emocí.

## Odvozená slova
- Afektivní znamená citový, týkající se citů, například afektivní poruchy.
- Afektivita znamená citovost, emotivní stránku člověka.
- Afektovaný označuje jednání nebo člověka, který vědomě zdůrazňuje afektivitu, přehnanou a nevěrohodnou citovost.
- Afikovat znamená citově oslovit, pohnout.